# كريستوفر جوليان
كريستوفر جوليان (بالفرنسية: Christopher Jullien)‏ (22 مارس 1993 في فرنسا - ) هو لاعب كرة قدم فرنسي في مركز قلب الدفاع. شارك مع منتخب فرنسا تحت 20 سنة لكرة القدم. أما مع النوادي، فقد لعب مع نادي أوكسير ونادي تولوز ونادي ديجون ونادي فرايبورغ.

## وصلات خارجية
- كريستوفر جوليان على موقع الاتحاد الدولي (مؤرشف)  (الإنجليزية)
- كريستوفر جوليان على موقع رابطة كرة القدم الفرنسية للمحترفين (الإنجليزية)
- كريستوفر جوليان على موقع قاعدة بيانات كرة القدم.إي يو (الإنجليزية)
- كريستوفر جوليان على موقع بيانات كرة القدم. دي إي (الألمانية)
- كريستوفر جوليان على موقع ليكيب (الفرنسية)
- كريستوفر جوليان على موقع Soccerway.com (الإنجليزية)
- كريستوفر جوليان على موقع عالم كرة القدم.نت (الإنجليزية)
- كريستوفر جوليان على موقع AS.com (الإسبانية)